# Åke Ortmarks journalistpris
Åke Ortmarks journalistpris är ett journalistpris som med start 2019 utdelas årligen till en journalist som verkar i den svenska journalisten Åke Ortmarks anda.

## Pristagare
| Årtal | Pristagare       | Motivering |
| ----- | ---------------- | --- |
| 2019  | Camilla Kvartoft | ”Med kunskap, nyfikenhet och briljans begär hon svar från makten om de stora samhällsfrågorna. Hon har en bredd och envishet som leder henne långt.”                                         |
| 2020  | Tomas Ramberg    | ”I en turbulent samtid bidrar Tomas Ramberg med klarhet, kunskap och perspektiv. När han intervjuar eller analyserar får publiken svar.”                                                     |
| 2021  | Maciej Zaremba   | ”I ett samhälle som söker konsensus väljer han att gå sin egen väg. Maciej Zaremba ställer envist de svåra och stundtals obekväma frågorna, och hjälper oss alla att se klarare på Sverige.” |